# Maria Tusch
Maria Tusch (1er décembre 1868, Klagenfurt - 25 juillet 1939) est une femme politique autrichienne. 
Elle commence sa carrière politique nationale en se présentant aux élections constituantes autrichiennes de 1919 sous la bannière de parti social-démocrate d'Autriche. Élue, elle devient aux côtés de sept autres candidates l'une des premières femmes députées du pays.